# Liste der Monuments historiques in Fleury-la-Rivière
Die Liste der Monuments historiques in Fleury-la-Rivière führt die Monuments historiques in der französischen Gemeinde Fleury-la-Rivière auf.

## Liste der Objekte
| Bezeichnung               | Beschreibung                                              | Standort                     | Kennzeichnung | Schutzstatus | Datum | Bild |
| ------------------------- | --------------------------------------------------------- | ---------------------------- | ------------- | ------------ | ----- | ---- |
| Marienaltar               | Seitenaltar; Altartisch und Retabel; Holz, 1693           | in der Kirche St-Maur (Lage) | PM51000426    | Classé       | 1977  |      |
| Nikolausaltar             | Seitenaltar; Altartisch und Retabel; Holz, 1693           | in der Kirche St-Maur (Lage) | PM51000427    | Classé       | 1977  |      |
| Skulptur Heiliger Vinzenz | Holz, 18. Jahrhundert                                     | in der Kirche St-Maur (Lage) | PM51002411    | Inscrit      | 1976  |      |
| Hauptaltar                | Altartisch, Tabernakel und Retabel; Holz, 17. Jahrhundert | in der Kirche St-Maur (Lage) | PM51000428    | Classé       | 1977  |      |
| Skulptur eines Diakons    | Holz, 18. Jahrhundert                                     | in der Kirche St-Maur (Lage) | PM51002412    | Inscrit      | 1976  |      |